# Metternichsches System
Als Metternichsches System bezeichnet man die von den europäischen Herrschern getroffenen Schritte zur Restauration der politischen Verhältnisse in Europa nach dem Wiener Kongress 1814/1815, nach Vorschlägen des österreichischen Außenministers und späteren Staatskanzlers Klemens von Metternich. Ihren Abschluss und ihre Absicherung fand diese „Neugestaltung (des alten) Europas“ mit der Gründung der Heiligen Allianz. 
Metternich wurde in der Folgezeit eine der tragenden Figuren im europäischen Mächtekonzert und bestimmte das politische Geschehen wesentlich mit. Vor allem seine politischen Gegner, denen Metternich als alles dominierende Figur erschien, die quasi im Alleingang die Richtung der europäischen Politik bestimmte, prägten den Begriff Metternich’sches System, der bis heute als Inbegriff von Verfolgung und Unterdrückung von Demokratie, Presse-, Meinungs- und Versammlungsfreiheit gilt. 
Das System baute auf drei Hauptsäulen auf:
- Legitimität
- Monarchistische Autorität
- Stabilität

Es wurde versucht, diese Säulen zu stützen durch:
- das sogenannte „Gleichgewicht der Mächte“ innerhalb Deutschlands
- Anspruch auf alleinige politische Machtausübung durch den Adel
- Verhinderung der gewaltsamen Machtergreifung durch oppositionelle Gruppen mit allen Mitteln
- strikte Ablehnung einer Verfassung
- Wiederherstellung der vorrevolutionären Zustände.